# Michał Antoni Sapieha
Michał Antoni Sapieha herbu Lis, krypt.: M. S. P. W. X. L. (ur. 1711 w Królewcu, zm. 11 października 1760 w Słonimiu) – podkanclerzy litewski od 1752, wojewoda podlaski od 1746, łowczy wielki litewski od 1739, starosta mścisławski. Tłumacz tragedii i poeta.

## Życiorys
Był najmłodszym synem Aleksandra Pawła, marszałka wielkiego litewskiego, i margrabianki Marii Krystyny de Béthune, córki Franciszka Gastona de Béthune, siostrzenicy królowej Marii Kazimiery. Jego braćmi byli Kazimierz Leon i Józef Stanisław Sapieha. Pierwsze lata życia spędził w Królewcu, gdzie przebywała podówczas duża część rodu Sapiehów, popierająca Stanisława Leszczyńskiego i odsunięta w związku z tym od urzędów i prawa do przebywania w kraju przez Augusta II. Do Polski po raz pierwszy przyjechał w roku 1716, wracając jeszcze do Królewca na czas nauki w latach 1724–1725.
Karierę polityczną rozpoczął w roku 1730 uzyskując (z rąk ojca) tytuł starosty gulbińskiego (sprzedał je w roku 1742). Rok później (1731) otrzymał prawo do dóbr Radziwiłłowskich (Neuburskich), z wyłączeniem innych dzieci. Poseł na sejm 1732 roku z województwa smoleńskiego. W elekcji 1733 nie brał udziału, zajęty własnym ślubem (29 czerwca) z dalszą kuzynką, Katarzyną Ludwiką, córką Jana Kazimierza Sapiehy, starościanką bobrujską. Powiązania rodzinne ze stronnikami Leszczyńskiego spowodowały uwięzienie młodych małżonków i wywiezienie ich do Rygi. Uwolniono ich w sierpniu 1734 za poręczeniem Michała Serwacego Wiśniowieckiego.
W latach 1738–1740 z bratem Józefem Stanisławem zajmowali się sporami majątkowymi z rodziną Radziwiłłów co zbliżyło ich do Familii. W roku 1740 uzyskali zgodę na opiekę nad małoletnimi bratankami Aleksandrem Michałem i Michałem Ksawerym. W maju 1739 został łowczym Wielkiego Księstwa Litewskiego, a wkrótce potem objął funkcję starosty jałowskiego i ostryńskiego (w następnych latach piastował urząd starosty: rabsztyńskiego, tucholskiego, wołkowyskiego i kalwaryjskiego). W 1743 Michał Antoni został marszałkiem Trybunału Głównego Wielkiego Księstwa Litewskiego. W 1744 otrzymał Order Orła Białego.
Po unieważnieniu pierwszego małżeństwa (rozwód w roku 1745), ożenił się powtórnie w tym samym roku z Teklą z Radziwiłłów, która zmarła 2 lata później. W 1748 ożenił się z Aleksandrą Czartoryską.
W 1746 był posłem na sejm z powiatu słonimskiego. Od 1749 pracował bardzo ściśle z Familią, będąc jej przedstawicielem w Trybunale Litewskim. Dzięki staraniom teścia Michała Czartoryskiego otrzymał w 1752 podkanclerstwo litewskie, a z nią chorągiew husarską w wojsku litewskim. Wobec zaogniającej się sytuacji na Litwie, rozpoczęciu wojny siedmioletniej postanowił zerwać z Familią i rozpocząć niezależną karierę polityczną. Na początku 1757 otrzymał dzięki poparciu Rosjan starostwo mścisławskie, które latem tegoż roku oddał swojemu klientowi, Mikołajowi Łopacińskiemu. Ostatecznie uniezależnił się od Czartoryskich się pod koniec 1758. Do śmierci zachował neutralna postawę polityczną, kontynuując pracę w Trybunale litewskim.
Umarł na gruźlicę 11 października 1760 w Słonimiu.

## Twórczość

### Przekłady
1. Tragedia Zairy i Orozmana, przez Woltera francuskim wierszem pisana, teraz zaś ojczystym językiem przetłumaczona, powst. około roku 1747, wyd. Wilno 1753; wyd. następne: Tragedia Zairy i Orozmana, wprzód francuskim wierszem przez Woltera pisana, teraz zaś na ojczysty język przez M. S. P. W. X. L. wierszem przełożona. Z przydatkiem niektórych tłumaczącego autora wierszów do druku podana, Wilno 1753, wyst. Nieśwież 6 stycznia 1757; rękopis: Ossolineum, sygn. 5359/II, s. 47–52 (fragm.); do wyd. 2 dołączona przedmowa „Do czytelnika”
2. Lizymach, tragedia, i niektórych zbiór rytmów, tak własną pracą autora skoncypowanych, jako też z innych języków na ojczysty wiersz przełożonych, do druku podany, Wilno 1755; autorstwo domniemane (według sugestii katalogu Biblioteki Zamoyskich umocnionej autorstwem poz. 1 i wspólną dla obu pozycji oficyną drukarską).

Według J.I. Kraszewskiego, Sapieha miał też przekładać i ogłosić Henriadę Voltaire’a (inform. niepotwierdzona gdzie indziej, druk nieznany). Natomiast Estreicher XXI (1906) 281, a za nim L. Bernacki przypisali mu błędnie Kazimierza Nestora Sapiehy przekład Bewerleya (E. Moore’a, druk Warszawa 1778), co sprostowała J. Pawłowiczowa (za W. Bogusławskim) i G. Sinko.

### Listy
1. do nieznanego adresata 3 listy z lat 1740–1744, rękopis: Biblioteka Jagiellońska, sygn. 6147 IV, t. 14, s. 53–58
2. Do Augusta III w zbiorze od roku 1750, rękopis: Biblioteka Czartoryskich, sygn. 687
3. Do Jacka Ogrodzkiego z lat 1752–1754, rękopis: Biblioteka Czartoryskich, sygn. 705
4. Fragm. korespondencji z lat 1755–1758, rękopis: Biblioteka Narodowa (BOZ, sygn. 939)
5. Do Adama Małachowskiego 2 listy z roku 1756, rękopis: Ossolineum, sygn. 11836/II
6. Korespondencja z W. Łubieńskim z lat 1759–7160 (4 listy), rękopis: Ossolineum, sygn. 353/II 32, 48
7. Korespondencja z W. Rzewuskim, rękopis: Ossolineum, sygn. 249/II
8. Od brata, Józefa Stanisława; ogł. w: Sapiehowie. Materiały historyczno-genealogiczne... t. 3, Petersburg 1894, s. 295–298; fragm. listów tegoż cyt. J. Bartoszewicz, „Kłosy” 1871 nr 291.

Ponadto listy do Sapiehy i dokumenty w rękopisach (m.in.): Biblioteka Jagiellońska, sygn. 5981, 6636 II; Biblioteka PAN, Kraków, sygn. 361; Biblioteka Uniwersytetu Warszawskiego, sygn. 97-98.